# Scoperta di Nettuno
(Richard Feynman, La legge fisica, 1965)

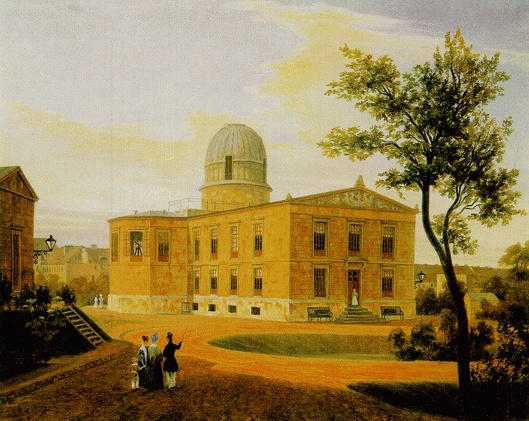
L'osservatorio di Berlino dove è stato scoperto Nettuno.

Nettuno è stato matematicamente individuato prima di essere direttamente osservato. Utilizzando i calcoli di Urbain Le Verrier, le osservazioni con il telescopio che confermavano l'esistenza di un pianeta maggiore furono effettuate nella notte del 23 settembre 1846, fino al primo mattino del 24, all'osservatorio di Berlino dall'astronomo Johann Gottfried Galle (assistito da Heinrich Louis d'Arrest). Fu un momento straordinario per la scienza del XIX secolo e rappresentò la spettacolare conferma della teoria gravitazionale newtoniana. Nelle appropriate parole di François Arago, Le Verrier aveva scoperto un pianeta "con la punta della sua penna".
Dopo la scoperta, in retrospettiva risultò che era stato osservato ma non riconosciuto parecchie volte, e che c'erano stati altri che avevano fatto vari calcoli circa la sua posizione, senza arrivare alla sua scoperta. Nel 1846, il pianeta Urano aveva completato quasi un'orbita completa a partire dalla sua scoperta da parte di William Herschel nel 1781, e gli astronomi avevano individuato una serie di irregolarità nel suo percorso che non potevano essere completamente spiegate dalla legge di gravitazione di Newton. Queste irregolarità, tuttavia, potevano essere spiegate se la gravità di un pianeta sconosciuto più lontano avesse perturbato il suo percorso intorno al sole. Nel 1845, gli astronomi Urbain Le Verrier a Parigi e John Couch Adams a Cambridge cominciarono separatamente i calcoli per determinare la natura e la posizione di tale pianeta. Purtroppo, il successo di Le Verrier portò ad un'accesa disputa internazionale sulla priorità quando, poco dopo la scoperta, George Airy, all'epoca Astronomo Reale inglese, annunciò che anche Adams aveva previsto la scoperta del pianeta. Tuttavia, nel 1846 la Royal Society premiò Le Verrier con la medaglia Copley per la sua impresa, senza menzionare Adams.
La scoperta di Nettuno portò, solo diciassette giorni dopo, alla scoperta della sua luna Tritone da parte di William Lassell.

## Prime osservazioni
Nettuno è invisibile a occhio nudo perché la sua luce è troppo debole. La sua magnitudine apparente non è mai più luminosa di 7,7. Di conseguenza, le prime osservazioni di Nettuno divennero possibili solo dopo l'invenzione del telescopio. Ci sono prove che Nettuno fu visto e annotato da Galileo Galilei nel 1613, da Jérôme Lalande nel 1795 e da John Herschel nel 1830, ma nessuno di loro è noto per averlo identificato come un pianeta a quel tempo. Queste osservazioni pre-scoperta si dimostrarono importanti per determinare con precisione l'orbita di Nettuno. È anche possibile che Nettuno fosse apparso nei primi telescopi.
I disegni di Galileo mostrano che egli osservò Nettuno il 28 dicembre 1612 e il 27 gennaio 1613; in entrambe le occasioni, Galileo scambiò Nettuno per una stella fissa mentre appariva molto vicino (in congiunzione) a Giove nel cielo notturno. Storicamente si era pensato che egli lo avesse ritenuto una stella fissa blu, ragione per cui non venne accreditato della sua scoperta. Al momento della sua prima osservazione nel dicembre 1612, Nettuno era stazionario nel cielo, in quanto proprio quel giorno aveva cominciato il suo moto retrogrado. Essendo solo l'inizio del suo ciclo retrogrado annuale, il moto di Nettuno era troppo poco significativo, e la sua dimensione apparente troppo ridotta, per sembrare chiaramente un pianeta nel piccolo telescopio di Galileo. Tuttavia, nel luglio 2009 all'Università di Melbourne il fisico David Jamieson annunciò nuove prove a favore dell'ipotesi che in realtà Galileo era consapevole di aver scoperto qualcosa di insolito in questa stella. Galileo, in uno dei suoi taccuini, notò il movimento di una stella sullo sfondo (Nettuno) il 28 gennaio e un punto (nella posizione di Nettuno), disegnato con un inchiostro diverso, indicherebbe che egli l'aveva trovata in uno schizzo precedente, disegnato nella notte del 6 gennaio, facendo così pensare che le sue osservazioni precedenti facevano parte di una ricerca sistematica. Tuttavia, finora non vi è una chiara evidenza che egli avesse individuato questo oggetto in movimento come un pianeta, né che avesse provato ad osservarlo successivamente.
Nel 1847, Sears C. Walker dell'Osservatorio Navale degli Stati Uniti cercò documenti storici e indagò sulle pre-scoperte per eventuali avvistamenti del pianeta Nettuno. Egli scoprì che le osservazioni fatte dallo staff di Lalande all'Osservatorio di Parigi nel 1795 erano dirette verso la porzione di cielo in cui si trovava Nettuno. Nei registri dell'8 e del 10 maggio 1795, fu osservata una stella nei pressi della posizione in cui doveva esserci Nettuno. L'incertezza della posizione fu annotata con il segno dei due punti. Questa annotazione veniva usata anche per indicare un errore di osservazione, così che bisognò aspettare fino a quando i documenti originali dell'osservatorio vennero riordinati per stabilire con certezza che l'oggetto in questione era Nettuno e l'errore di posizione nelle osservazioni fatte a due notti di distanza era dovuto al moto del pianeta nel cielo. La scoperta di questi documenti sulla posizione di Nettuno nel 1795 rese possibile una stima più accurata dell'orbita del pianeta.
John Herschel scoprì Nettuno quasi allo stesso modo in cui suo padre, William Herschel, aveva scoperto Urano nel 1781, cioè con un'osservazione casuale. In una lettera del 1846 a Wilhelm Struve, John Herschel afferma di aver osservato Nettuno nel corso di una scansione del cielo il 14 luglio 1830. Sebbene il suo telescopio fosse abbastanza potente da risolvere Nettuno in un piccolo disco blu, mostrando così di essere un pianeta, quella volta egli non lo riconobbe e lo scambiò per una stella.

## Le irregolarità dell'orbita di Urano
Nel 1781, Anders Johan Lexell fu il primo a calcolare l'orbita di Urano e a notare che aveva delle irregolarità. Egli sostenne che avrebbero potuto esserci altri pianeti del Sistema Solare che perturbavano l'orbita di Urano, estendendosi il sistema solare fino a 100 AU.
Nel 1821, Alexis Bouvard aveva pubblicato delle tavole astronomiche sull'orbita di Urano, facendo previsioni di posizioni future in base alle leggi del moto di Newton e alla gravitazione. Successive osservazioni rivelarono sostanziali deviazioni rispetto alle tavole, spingendo Bouvard a ipotizzare che qualche corpo perturbasse il pianeta. Queste irregolarità, o "scostamenti", sia in longitudine dell'eclittica del pianeta che nella sua distanza dal Sole (il raggio vettore) potevano essere spiegate con una serie di ipotesi: a così grande distanza, l'effetto della gravità del Sole poteva essere diverso da quello descritto da Newton, oppure le discrepanze potevano semplicemente essere dovute a errori di osservazione, oppure Urano poteva essere perturbato da un ottavo pianeta non ancora scoperto.

Nella posizione a, il pianeta più esterno perturba gravitazionalmente l'orbita di Urano, tirandolo in avanti rispetto alla posizione prevista. Il contrario avviene in b, dove la perturbazione rallenta il moto orbitale di Urano (si presuppone un moto orbitale in senso orario dei due pianeti).

John Couch Adams apprese di queste irregolarità mentre era ancora uno studente e si convinse dell'ipotesi della perturbazione. Adams credeva che, nonostante tutto ciò che era stato tentato prima, avrebbe potuto utilizzare i dati delle osservazioni di Urano e la legge della gravitazione di Newton per dedurre la massa, la posizione e l'orbita del corpo perturbante.
Dopo gli esami finali nel 1843, Adams fu eletto fellow della sua università e trascorse le vacanze estive in Cornovaglia, eseguendo una prima serie di calcoli.

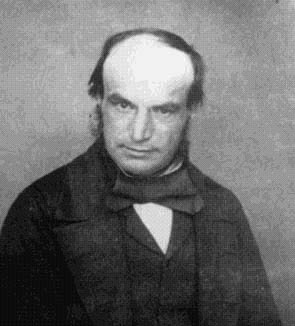
John Couch Adams

In termini moderni, il problema è un problema inverso, un tentativo di dedurre i parametri di un modello matematico a partire dai dati osservati. Anche se il problema è semplice per la matematica moderna dopo l'avvento dei calcolatori elettronici, all'epoca richiedeva lunghi e laboriosi calcoli manuali. Adams iniziò attribuendo al corpo ipotizzato una posizione nominale, tramite l'empirica legge di Bode. Quindi calcolò il percorso di Urano utilizzando la presunta posizione del corpo perturbante, ricavò la differenza tra il percorso da lui calcolato e le osservazioni, in termini moderni gli scostamenti, e con questi ultimi modificò le caratteristiche del corpo perturbante per ripetere quindi il processo, un processo simile all'Analisi della regressione.
Il 13 febbraio 1844, James Challis, direttore dell'Osservatorio di Cambridge, richiese i dati sulla posizione di Urano, destinati ad Adams, all'astronomo reale George Biddell Airy dell'Osservatorio di Greenwich. Di certo Adams completò alcuni calcoli il 18 settembre 1845.
Presumibilmente, Adams comunicò il suo lavoro a Challis a metà settembre del 1845, ma c'è una controversia su come lo fece. La storia e la data di questa comunicazione sembra siano venute alla luce in una lettera di Challis del 17 ottobre 1846 alla rivista Athenaeum. Tuttavia, nessun documento è stato identificato fino al 1904, quando Sampson evidenziò nei documenti di Adams un'annotazione che descrive "il Nuovo Pianeta " con la scritta "ricevuta nel settembre 1845" in una calligrafia non di Adams. Anche se questo fatto è stato spesso usato per stabilire la priorità di Adams sulla scoperta, alcuni storici hanno messo in discussione la sua autenticità. Inoltre, i risultati dei calcoli sono diversi da quelli comunicati ad Airy poche settimane dopo. Certamente Adams non diede a Challis dei calcoli dettagliati e, d'altro canto, Challis mostrò poco interesse alla descrizione del suo metodo, basato sul calcolo della posizione del corpo per approssimazioni successive, essendo egli poco favorevole a iniziare un laborioso programma di osservazioni presso l'osservatorio, e sottolineando che "mentre il lavoro era certo, il successo sembrava essere piuttosto incerto".

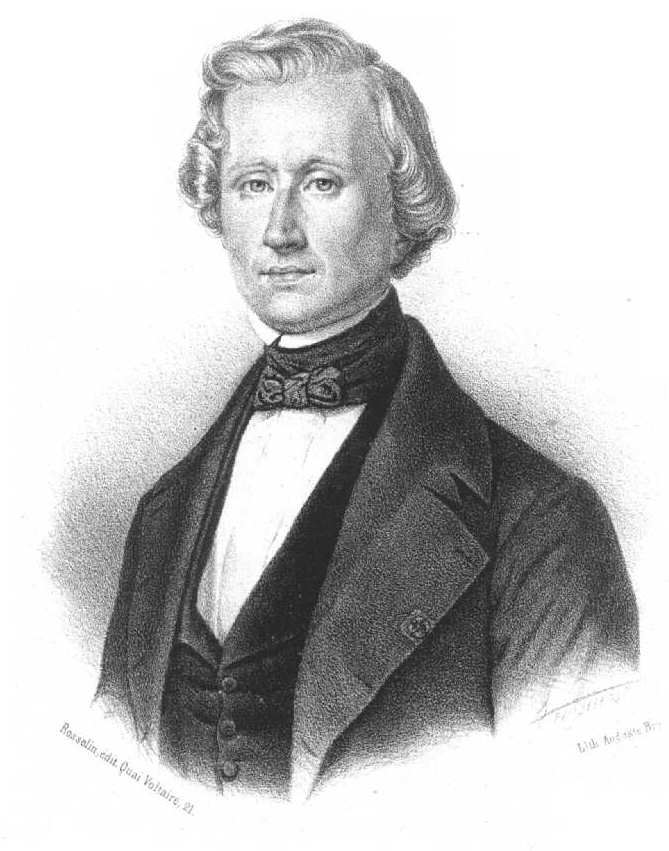
Urbain Jean-Joseph Le Verrier.

Nel frattempo Urbain Le Verrier, il 10 novembre 1845, presentò all'Accademia francese delle scienze di Parigi una memoria su Urano, dimostrando che le teorie preesistenti non erano riuscite a spiegare il suo moto. Ignaro del lavoro di Adams, egli intraprese una ricerca analoga e il 1º giugno 1846, in una seconda memoria presentata ad un incontro pubblico presso l'Accademia, comunicò la posizione del corpo perturbante proposto, senza dare indicazioni su massa e orbita. Le Verrier localizzò Nettuno entro un grado rispetto alla posizione prevista.

## La ricerca
Dopo aver ricevuto in Inghilterra la notizia della previsione fatta in giugno da Le Verrier, George Airy riconobbe subito la somiglianza tra le due soluzioni. Fino a quel momento, il lavoro di Adams era considerato poco più di una curiosità, ma la conferma indipendente da parte di Le Verrier spinse Airy ad organizzare con riservatezza un tentativo per trovare il pianeta. Nel corso di una riunione del Comitato dei Visitatori dell'Osservatorio di Greenwich nel luglio 1846, con Challis e Sir John Herschel presenti, Airy propose a Challis di cercare con urgenza il pianeta con il telescopio equatoriale di Cambridge da 11,25 pollici, "nella speranza di far uscire la faccenda da una situazione... quasi disperata". La ricerca iniziò il 29 luglio con un metodo laborioso. Adams continuò a lavorare sul problema e, tra il 1845 e il 1846, fornì al gruppo di lavoro inglese sei soluzioni, che però indussero Challis a cercare nella parte sbagliata del cielo. Solo dopo che la scoperta di Nettuno era stata annunciata a Parigi e a Berlino, venne alla luce che Nettuno era stato osservato l'8 e il 12 agosto, ma non era stato identificato come pianeta, in quanto Challis non era in possesso di mappe stellari aggiornate.

## Prima osservazione di Nettuno
Le Verrier era ignaro del fatto che la sua pubblica conferma dei calcoli privati di Adams aveva messo in moto una ricerca del presunto pianeta da parte degli inglesi. Il 31 agosto, Le Verrier presentò una terza memoria, indicando ora la massa e l'orbita del nuovo corpo. Non avendo avuto successo nell'interessare del problema alcun astronomo francese, Le Verrier alla fine inviò per posta i suoi risultati a Johann Gottfried Galle dell'Osservatorio di Berlino. Galle ricevette la lettera di Le Verrier il 23 settembre e si mise subito al lavoro con osservazioni nella regione suggerita da Le Verrier. Heinrich Louis d'Arrest, studente di Galle, propose di confrontare una mappa stellare aggiornata della regione prevista da Le Verrier con il cielo di quella notte, per individuare il caratteristico spostamento di un pianeta, al contrario di una stella che rimane fissa.
Nettuno fu scoperto poco dopo la mezzanotte, dopo meno di un'ora di ricerca e a meno di un grado dalla posizione prevista da Le Verrier, una corrispondenza notevole. Dopo altre due notti di osservazioni, per verificare la posizione e il moto di Nettuno, Galle rispose a Le Verrier con stupore: "il pianeta di cui avete calcolato la posizione esiste nella realtà" (l'enfasi è originale). Il telescopio della scoperta era un rifrattore acromatico con montatura equatoriale, della ditta Merz und Mahler di Joseph von Fraunhofer.

## Conseguenze della scoperta
All'annuncio della scoperta, Herschel, Challis e Richard Sheepshanks, Segretario per l'Estero della Royal Astronomical Society, annunciarono che Adams aveva già calcolato le caratteristiche del pianeta e la posizione. Airy pubblicò un esauriente resoconto degli avvenimenti, e la memoria di Adams fu stampata in appendice all'Almanacco Nautico. Tuttavia, sembra che la versione pubblicata da Airy fosse stata modificata omettendo una "frase cruciale", per nascondere il fatto che Adams aveva citato solo la longitudine media ma non gli elementi orbitali.
In Francia e in Inghilterra si aprì un'accesa polemica sui meriti dei due astronomi. Airy fu molto criticato in Inghilterra. Adams, un giovane diffidente per natura, era riluttante a pubblicare un risultato che poteva determinare il successo o il fallimento della sua carriera. Airy e Challis vennero criticati, in particolare da James Glaisher, in quanto non avevano esercitato a dovere il proprio ruolo di mentori di un giovane talento. Challis era contrito, mentre Airy aveva difeso il proprio comportamento, sostenendo che la ricerca di un pianeta non spettava all'Osservatorio di Greenwich. Nel complesso, Airy sarebbe stato difeso dai suoi biografi. In Francia, le affermazioni fatte a favore di uno inglese sconosciuto crearono risentimento, in quanto sminuivano il credito dovuto alla scoperta di Le Verrier.
La Royal Society premiò Le Verrier con la medaglia Copley nel 1846 per il suo successo, senza menzionare Adams, ma la reputazione accademica di Adams a Cambridge era assicurata. Quando i fatti divennero noti, alcuni astronomi britannici diffusero la voce che i due astronomi avevano risolto il problema di Urano in modo indipendente, attribuendo così a ciascuno pari importanza. Ma Adams stesso riconobbe pubblicamente la priorità e il merito di Le Verrier (senza dimenticarsi di menzionare il ruolo di Galle) nel documento che consegnò alla Royal Astronomical Society nel mese di novembre 1846:
Le critiche arrivarono subito, sul fatto che sia Adams che Le Verrier erano stati troppo ottimisti riguardo alla precisione da loro pretesa per i propri calcoli, ed entrambi avevano sopravvalutato ampiamente la distanza del pianeta dal sole. Inoltre, si disse che entrambi erano riusciti ad ottenere la longitudine quasi esatta solo a causa di un "caso fortuito nei tempi orbitali". Questa critica venne discussa in modo dettagliato da Danjon (1946), il quale con l'aiuto di un diagramma affermò che le orbite calcolate da Le Verrier e da Adams erano, nel loro complesso, tra loro simili ma molto diverse per dimensioni da quella reale di Nettuno. Entrambe erano più simili all'orbita reale di Nettuno per quel segmento dell'orbita che copre l'intervallo di anni per i quali erano state effettuate le osservazioni, ma non lo erano per il rimanente dell'orbita. Così il fatto che entrambi i calcoli utilizzassero un asse orbitale maggiore molto più grande rispetto alla realtà non si rivelò di grande importanza.
Il nuovo pianeta, in un primo momento chiamato "Le Verrier" da François Arago, per accordo generale ricevette il nome neutro di Nettuno. La sua previsione matematica fu una grande impresa intellettuale, dimostrando anche che la legge della gravitazione di Newton, che Airy aveva quasi messo in discussione, era valida anche ai limiti del sistema solare.
Adams non serbò rancore verso Challis e Airy e riconobbe il suo insuccesso nel cercare di convincere il mondo astronomico:
Al contrario, Le Verrier era arrogante e presuntuoso, mettendo le autorità scientifiche inglesi nelle condizioni di serrare le file dietro Adams, mentre i francesi, generalmente, mostrarono poca simpatia per Le Verrier. Negli anni 1874-1876, quando Adams era presidente della Royal Astronomical Society, toccò a lui conferire la medaglia d'oro dell'anno a Le Verrier.

## Recenti rivelazioni

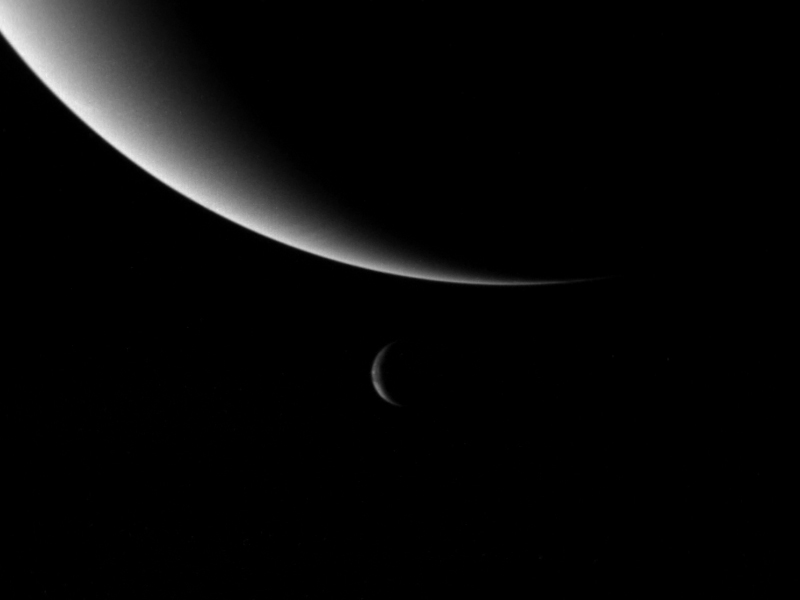
Nettuno e Tritone ripresi nel 1989 dalla sonda Voyager 2

La diffusa opinione che la scoperta di Nettuno dovrebbe essere "accreditata sia ad Adams che a Le Verrier" è stata contestata, mettendo in dubbio gli scritti di Airy, Challis e Adams del 1846.
Nel 1999, il carteggio di Adams con Airy, che era stato perso dalla Royal Greenwich Observatory, venne riscoperto in Cile tra le carte dell'astronomo Olin J. Eggen dopo la sua morte. In un'intervista del 2003, lo storico Nicola Kollerstrom concluse che la rivendicazione di Adams su Nettuno era molto più debole di quanto si era pensato, poiché egli aveva ripetutamente vacillato a proposito della posizione esatta del pianeta, con stime che erano variate fino a 20 gradi d'arco. Secondo Kollerstrom, dopo la scoperta del pianeta, il ruolo di Airy era soprattutto quello di sostenere il credito di Adams per la scoperta, e quindi il credito della Gran Bretagna. In un successivo articolo su Scientific American, Kollerstrom e Waff affermarono con maggior decisione "Gli inglesi hanno rubato Nettuno" concludendo con "L'impresa è stata solo merito di Le Verrier".

## Il telescopio della scoperta di Nettuno
Il telescopio del Nuovo Osservatorio di Berlino (1835-1913) che scoprì Nettuno era un rifrattore acromatico con apertura di 24,4 cm costruito dalla società di Joseph Fraunhofer, Merz und Mahler. All'epoca era un telescopio ad alte prestazioni, dotato di uno dei più grandi doppietti acromatici disponibili e di una montatura equatoriale realizzata con estrema precisione, con un meccanismo ad orologeria per spostare il tubo principale di 4 m in sincronia con la rotazione della Terra. Il telescopio è ora esposto al Deutsches Museum di Monaco di Baviera.